# Giro del Lussemburgo 1985
Il Giro del Lussemburgo 1985, quarantanovesima edizione della corsa, si svolse dal 5 al 9 giugno su un percorso di 637 km ripartiti in 4 tappe (la seconda suddivisa in due semitappe) più un cronoprologo, con partenza a Lussemburgo e arrivo a Diekirch. Fu vinto dall'olandese Jelle Nijdam della Kwantum Hallen-Decosol-Yoko davanti ai belgi William Tackaert e Louis Luyten.

## Tappe
| Tappa  | Data     | Percorso                                              | km  | Vincitore di tappa  | Leader cl. generale |
| ------ | -------- | ----------------------------------------------------- | --- | ------------------- | ------------------- |
| Prol.  | 5 giugno | Lussemburgo > Lussemburgo (cron. individuale)         | 5,6 | Christophe Lavainne | Christophe Lavainne |
| 1ª     | 6 giugno | Lussemburgo > Dippach                                 | 159 | Adrie van der Poel  | Adrie van der Poel  |
| 2ª-1ª  | 7 giugno | Dippach > Esch-sur-Alzette                            | 117 | Bruno Wojtinek      | Adrie van der Poel  |
| 2ª-2ª  | 7 giugno | Esch-sur-Alzette > Esch-sur-Alzette (cron. a squadre) | 14  | Verandalux-Dries    | Teun van Vliet      |
| 3ª     | 8 giugno | Esch-sur-Alzette > Echternach                         | 165 | Filip Van Vooren    | Jelle Nijdam        |
| 4ª     | 9 giugno | Vianden > Diekirch                                    | 176 | Adrie van der Poel  | Jelle Nijdam        |
| Totale | Totale   | Totale                                                | 637 |                     |                     |

## Dettagli delle tappe

### Prologo
- 5 giugno: Lussemburgo > Lussemburgo (cron. individuale) – 5,6 km

| Pos. | Corridore           | Squadra        | Tempo |
| ---- | ------------------- | -------------- | ----- |
| 1    | Christophe Lavainne | Renault-Elf    | 3'16" |
| 2    | Adrie van der Poel  | Kwantum Hallen | a 2"  |
| 3    | Teun van Vliet      | Verandalux     | s.t.  |

| Pos. | Corridore           | Squadra        | Tempo |
| ---- | ------------------- | -------------- | ----- |
| 1    | Christophe Lavainne | Renault-Elf    | 3'16" |
| 2    | Adrie van der Poel  | Kwantum Hallen | a 2"  |
| 3    | Teun van Vliet      | Verandalux     | s.t.  |

### 1ª tappa
- 6 giugno: Lussemburgo > Dippach – 159 km

| Pos. | Corridore          | Squadra        | Tempo    |
| ---- | ------------------ | -------------- | -------- |
| 1    | Adrie van der Poel | Kwantum Hallen | 4h01'24" |
| 2    | Bruno Wojtinek     | Renault-Elf    | s.t.     |
| 3    | Werner Wüller      |                | s.t.     |

| Pos. | Corridore          | Squadra        | Tempo    |
| ---- | ------------------ | -------------- | -------- |
| 1    | Adrie van der Poel | Kwantum Hallen | 4h04'42" |
| 2    | Jelle Nijdam       | Kwantum Hallen | a 1"     |
| 3    | Teun van Vliet     | Verandalux     | a 2"     |

### 2ª tappa - 1ª semitappa
- 7 giugno: Dippach > Esch-sur-Alzette – 117 km

| Pos. | Corridore          | Squadra        | Tempo    |
| ---- | ------------------ | -------------- | -------- |
| 1    | Bruno Wojtinek     | Renault-Elf    | 2h48'38" |
| 2    | Werner Wüller      |                | s.t.     |
| 3    | Adrie van der Poel | Kwantum Hallen | s.t.     |

| Pos. | Corridore          | Squadra        | Tempo    |
| ---- | ------------------ | -------------- | -------- |
| 1    | Adrie van der Poel | Kwantum Hallen | 6h53'20" |
| 2    | Jelle Nijdam       | Kwantum Hallen | a 1"     |
| 3    | Teun van Vliet     | Verandalux     | a 2"     |

### 2ª tappa - 2ª semitappa
- 7 giugno: Esch-sur-Alzette > Esch-sur-Alzette (cron. a squadre) – 14 km

| Pos. | Squadra          | Tempo  |
| ---- | ---------------- | ------ |
| 1    | Verandalux-Dries | 16'39" |
| 2    | Skala-Skil       | a 18"  |
| 3    | Germania         | a 29"  |

| Pos. | Corridore      | Squadra    | Tempo    |
| ---- | -------------- | ---------- | -------- |
| 1    | Teun van Vliet | Verandalux | 7h10'01" |
| 2    | Leo Wellens    | Verandalux | a 7"     |
| 3    | Nico Verhoeven | Skala-Skil | a 12"    |

### 3ª tappa
- 8 giugno: Esch-sur-Alzette > Echternach – 165 km

| Pos. | Corridore        | Squadra        | Tempo    |
| ---- | ---------------- | -------------- | -------- |
| 1    | Filip Van Vooren | Fangio         | 4h26'35" |
| 2    | William Tackaert | Fangio         | a 1'39"  |
| 3    | Jelle Nijdam     | Kwantum Hallen | s.t.     |

| Pos. | Corridore        | Squadra        | Tempo     |
| ---- | ---------------- | -------------- | --------- |
| 1    | Jelle Nijdam     | Kwantum Hallen | 11h38'49" |
| 2    | William Tackaert | Fangio         | a 41"     |
| 3    | Louis Luyten     | Verandalux     | a 5'57"   |

### 4ª tappa
- 9 giugno: Vianden > Diekirch – 176 km

| Pos. | Corridore          | Squadra        | Tempo    |
| ---- | ------------------ | -------------- | -------- |
| 1    | Adrie van der Poel | Kwantum Hallen | 4h38'31" |
| 2    | Teun van Vliet     | Verandalux     | s.t.     |
| 3    | William Tackaert   | Fangio         | s.t.     |

| Pos. | Corridore        | Squadra        | Tempo     |
| ---- | ---------------- | -------------- | --------- |
| 1    | Jelle Nijdam     | Kwantum Hallen | 16h36'09" |
| 2    | William Tackaert | Fangio         | a 41"     |
| 3    | Louis Luyten     | Verandalux     | a 5'58"   |

## Classifiche finali

### Classifica generale
| Pos. | Corridore           | Squadra                     | Tempo     |
| ---- | ------------------- | --------------------------- | --------- |
| 1    | Jelle Nijdam        | Kwantum Hallen-Decosol-Yoko | 16h36'09" |
| 2    | William Tackaert    | Fangio-Ecoturbo-Eylenbosch  | a 41"     |
| 3    | Louis Luyten        | Verandalux-Dries            | a 5'58"   |
| 4    | Francis Da Silva    |                             | a 7'13"   |
| 5    | Marco van der Hulst | Skala-Skil                  | a 7'50"   |
| 6    | Filip Van Vooren    | Fangio-Ecoturbo-Eylenbosch  | a 14'22"  |
| 7    | Teun van Vliet      | Verandalux-Dries            | a 21'05"  |
| 8    | Nico Verhoeven      | Skala-Skil                  | a 21'17"  |
| 9    | Etienne De Beule    | Verandalux-Dries            | a 21'20"  |
| 10   | Viktor Schraner     | Cilo-Aufina-Magniflex       | a 21'39"  |